# Mélanie Laurent
Mélanie Laurent (París, 21 de febrer de 1983) es una actriu, cantant, directora i escriptora francesa, guanyadora del Premi César a la millor actriu en 2006 i els premis Lumière, Étolie D'Or i Romy Schneider en 2007 com millor revelació femenina i actriu emergent. La seva actuació en 2009 en la pel·lícula "Maleïts malparits" li va atorgar excelents crítiques i el reconeixement mundial.
Mélanie és jueva, d'ancestres sefardites i asquenazites.

## Biografia
Mélanie Laurent es filla d'un actor de doblatge francès i una professora de ball. Sense proposar-se convertir-se en una actriu, tot i desenvolupar-se en l'ambient artístic, va tenir l'oportunitat en 1998 de conèixer a l'actor Gérard Depardieu qui la va convidar a participar en un film anomenat "Un pont entre deux rives" ("Un pont entre dos rius") el que va servir perquè definís el seu futur.
El 2002 va participar en diferents pel·lícules que van cridar l'atenció dels crítics i el 2005, en un film anomentat De tant bategar se m'ha parat el cor de Jacques Audiard va guanyar una creixent reputació com a actriu dramàtica.
La seva interpretació d'Elise "Lili" Tellier en la pel·lícula Je vais bien, ne t'en fais pas va merèixer Premi César a la millor actriu (2007). El 2007 va guanyar altres premis, com el Lumière, el Romy Schneider Prix i el guardó Étoile D´Or com la millor revelació femenina. Però amb el film que realment la va fer famosa fou la seva participació en la pel·lícula "Maleïts malparits".
En 2011 va dirigir i protagonitzar el drama “Les adoptés (The Adopted)”, juntament amb Marie Denarnaud i Denis Ménochet. El seu debut darrere les càmeres va ser el curtmetratge De moins en moins, nominat a la Palma d'Or en el Festival de Cannes. També va dirigir un episodi de la sèrie de televisió eròtica francesa X Femmes.
També va incursionar en el camp de la música, en 2011 va grabar el seu primer álbum amb el cantant irlandès Damien Rice, amb el títol En t'attendant.

## Vida personal
Va ser parella del cantant irlandès Damien Rice. En 2013 es va casar i va néixer el seu primer fill, Léo, el setembre de 2013. Mélanie és jueva, de família comunista, dels barris populars de París. Quan era jove va assistir a diverses mobilitzacions en contra del Front Nacional, i a favor del moviment homosexual.

## Filmografia

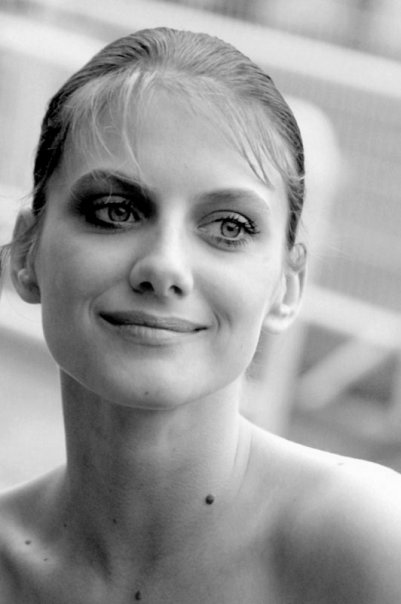
Mélanie Laurent en 2008.

### Cinema i televisió
| Cine      | Cine                                 | Cine                          | Cine                               | Cine |
| Any       | Pel·lícula                           | Rol                           | Director                           | Notes |
| --------- | ------------------------------------ | ----------------------------- | ---------------------------------- | --- |
| 1999      | Un pont entre deux rives             | Lisbeth                       | Frédéric Auburtin Gérard Depardieu | |
| 2001      | Ceci est mon corps                   | Clara                         | Rodolphe Marconi                   | |
| 2002      | Embrassez qui vous voudrez           | Carole                        | Michel Blanc                       | |
| 2003      | La faucheuse                         | Isabelle                      | Vincenzo Marano Patrick Timsit     | Curtmetratge |
| 2003      | Snowboarder                          | Célia                         | Olias Barco                        | |
| 2004      | Une vie à t'attendre                 | The girl at the factory       | Thierry Klifa                      | |
| 2004      | Hainan ji fan                        | Sabine                        | Kenneth Bi                         | |
| 2004      | Le dernier jour                      | Louise                        | Rodolphe Marconi                   | |
| 2005      | De tant bategar se m'ha parat el cor | xicota de Minskov             | Jacques Audiard                    | |
| 2005      | Les visages d'Alice                  | Alice                         | David Ungaro                       | Curtmetratge |
| 2006      | Indigènes                            | Marguerite                    | Rachid Bouchareb                   | |
| 2006      | Dikkenek                             | Natacha                       | Olivier Van Hoofstadt              | Étoiles d'Or a la millor actriu recent arribada |
| 2006      | Je vais bien, ne t'en fais pas       | Élise "Lili" Tellier          | Philippe Lioret                    | César a la millor actriu revelació Lumière Award a l'actriu jove més prometedora Étoiles d'Or a la millor actriu recent arribada Nominada - NRJ Ciné Award al Millor Talent Jove en una Pel·lícula Debut |
| 2007      | L'amore nascosto                     | Sophie                        | Alessandro Capone                  | |
| 2007      | Le tueur                             | Stella                        | Cédric Anger                       | |
| 2007      | Beluga                               |                               | Jean-Marc Fabre                    | |
| 2007      | La chambre des morts                 | Lucie Hennebelle              | Alfred Lot                         | Nominada - Lumière Award a la Millor Actriu |
| 2008      | Paris                                | Laetitia                      | Cédric Klapisch                    | |
| 2008      | Voyage d'affaires                    | Hotel receptionist            | Sean Ellis                         | Curtmetraje |
| 2009      | Jusqu'à toi                          | Chloé                         | Jennifer Devoldère                 | |
| 2009      | Inglourious Basterds                 | Shoshanna Dreyfus             | Quentin Tarantino                  | Austin Film Critics Association Award a la Millor Actriu Broadcast Film Critics Association Award al mejor cast Central Ohio Film Critics Association por el mejor conjunto Online Film Critics Society Award a la millor actriu Screen Actors Guild Award almillor repartiment Phoenix Film Critics Society Award al millor repartiment San Diego Film Critics Society Award al millor repartiment Nominada – Detroit Film Critics Society Award a la millor actriu de repartiment Nominada – Detroit Film Critics Society Award al millor conjunt Nominada – Empire Award a la Millor Actriu Nominada – San Diego Film Critics Society Award a la Millor Actriu de repartiment Nominada – Saturn Award a la Millor Actriu Nominada – St. Louis Gateway Film Critics Association Award a la Millor Actriu de repartiment Nominada - Central Ohio Film Critics Association a la Millor Actriu de repartiment (2n lloc) |
| 2009      | Le Concert                           | Anne-Marie Jacquet            | Radu Mihăileanu                    | |
| 2010      | La rafle                             | Annette Monod                 | Rose Bosch                         | |
| 2011      | Beginners                            | Anna                          | Mike Mills                         | Gotham Awards al millor conjunt Nominada – San Diego Film Critics Society Award a la Millor Actriu de repartiment |
| 2011      | Pollen                               | Narradora                     | Louis Schwartzberg                 | |
| 2011      | Requiem pour une tueuse              | Lucrèce                       | Jérôme Le Gris                     | |
| 2011      | Et soudain tout le monde me manque   | Justine Dhrey                 | Jennifer Devoldère                 | Newport Beach Film Festival a la Millor Actriu |
| 2011      | Les adoptés                          | Lisa                          | Mélanie Laurent                    | |
| 2013      | Night Train to Lisbon                | Young Estefania               | Bille August                       | |
| 2013      | Ara em veus                          | Alma Dray                     | Louis Leterrier                    | |
| 2014      | Aloft                                | Jannia Ressmore               | Claudia Llosa                      | |
| 2014      | Enemy                                | Mary                          | Denis Villeneuve                   | |
| 2014      | Lucid Dreams: The Making of Enemy    |                               | Peter Ventrella                    | Curtmetratge |
| 2015      | Boomerang                            | Agathe Rey                    | François Favrat                    | |
| 2015      | By the Sea                           | Lea                           | Angelina Jolie                     | |
| 2016      | Eternity                             | Mathilde                      | Tran Anh Hung                      | |
| 2016      | Paris Prestige                       | Margot                        | Hamé Bourokba, Ekoué Labitey       | |
| Televisió |                                      |                               |                                    | |
| 1998      | Les malheurs de Sophie               | Young Madeleine de Fleurville |                                    | Sèrie de televisió (Episodi: "Retour en France") |
| 2000      | Route de nuit                        | Francesca                     | Laurent Dussaux                    | Telefilme |
| 2003      | Jean Moulin, une affaire française   | Young Alice Arguel            | Pierre Aknine                      | Telefilme |

### Directora i escriptora
| 2008 | De moins en moins | Curtmetraje (guió)   |
| 2008 | X Femmes          | Episodi: À ses pieds |
| 2011 | Les adoptés       | Escenari i diàleg    |
| 2012 | Surpêche          | Documental curt      |
| 2014 | Respire           | Guió                 |

### Teatre
- 2010: Promenade de santé de Nicolas Bedos, dirigida per l'autor, Teatro Pépinière

## Discografia
- 2011: En t'attendant

## Premis

### Premis del Sindicat d'Actors
| Any  | Categoria          | Pel·lícula           | Resultat   |
| ---- | ------------------ | -------------------- | ---------- |
| 2009 | Millor Repartiment | Inglourious Basterds | Guanyadora |

### Premis César
| Any  | Categoria                          | Pel·lícula                     | Resultat   |
| ---- | ---------------------------------- | ------------------------------ | ---------- |
| 2007 | César a la millor actriu revelació | Je vais bien, ne t'en fais pas | Guanyadora |

### Festival de Cannes
| Any  | Categoria                           | Pel·lícula        | Resultat |
| ---- | ----------------------------------- | ----------------- | -------- |
| 2008 | Palma d'Oro al millor curtometratge | De moins en moins | Nominada |